# Die Rakete (Zeitschrift)

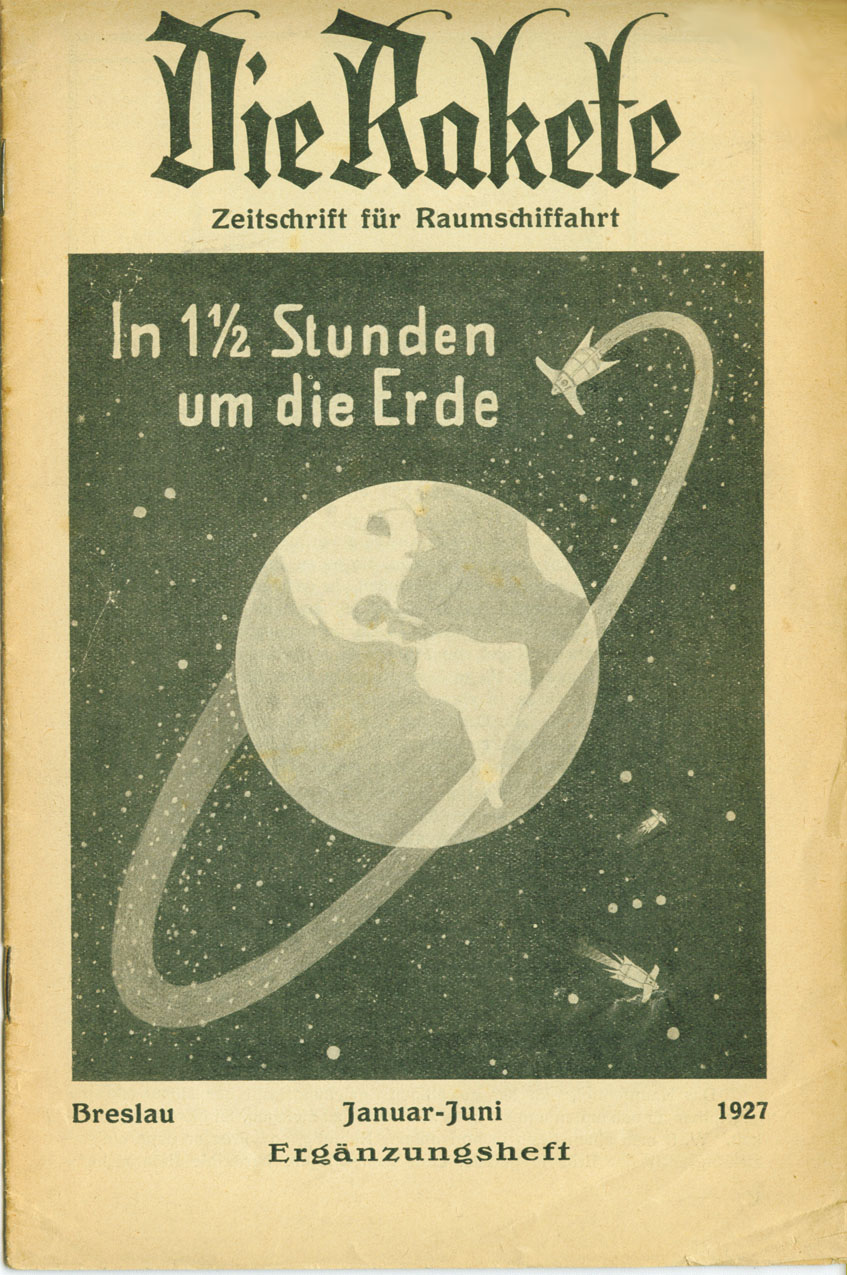
Titelbild des Ergänzungsheftes 1927

Die Rakete – Zeitschrift für Raumschiffahrt war die erste Fachzeitschrift für Raketentechnik und Raumfahrt.
Sie wurde vom Verein für Raumschiffahrt (VfR) in den Jahren 1927 bis 1929 vertrieben. Zugleich war sie auch die Zeitschrift dieses Vereins.
Die Zeitschrift erschien monatlich, von den ersten sechs Heften Januar bis Juni 1927 wurde ein Sammelband als sogenanntes Ergänzungsheft herausgebracht.
Das Format betrug etwa DIN A5, die Seitenzahl durchschnittlich 16 Seiten pro Ausgabe.
Die Herausgabe der Zeitschrift wurde 1929 wegen Geldmangels eingestellt.
Die Rakete war auch der Titel einer Zeitschrift, die von der Interessengemeinschaft der ehemaligen Peenemünder, einem Zusammenschluss ehemaliger Beschäftigter der Heeresversuchsanstalt Peenemünde und der Erprobungsstelle der Luftwaffe Peenemünde-West, in den Jahren 1980 bis 1993 in unregelmäßigen Abständen (zwei bis vier Hefte jährlich) veröffentlicht wurde.